# Sötétlila pókhálósgomba
A sötétlila pókhálósgomba (Cortinarius violaceus) a pókhálósgombafélék családjába tartozó, Eurázsiában és Észak-Amerikában honos, lombos- és tűlevelű erdőkben élő, ehető gombafaj. 

## Megjelenése
A sötétlila pókhálósgomba kalapja 4-12 cm széles, alakja fiatalon domború vagy kissé harangszerű, később széles domborúan, közel laposan kiterül. Széle aláhajló vagy kissé. Felszíne finoman szőrös-bársonyos, később apró pikkelykés. Színe sötétibolyás, idősen ibolyásbarna, végül teljesen sötétbarna. 
Húsa lila vagy lilássszürke. Szaga édeskés, cédrusszerű, íze nem jellegzetes.
Nem túl sűrű lemezei szélesen tönkhöz nőttek. Színük eleinte sötétlila, később szürkések vagy feketések, végól rozsdabarnák lesznek. Fiatalon pókhálószerű lila kortina védi őket. 
Tönkje 6-16 cm magas és max. 2 cm vastag. Töve bunkószerűen megvastagodott, fölötte alakja egyenletesen hengeres. Fiatalon színe lila, felülete finoman szőrözött, később lilásszürke, barna vagy majdnem fekete. 
Spórapora rozsdabarna. Spórája ellipszis vagy mandula alakú, felszíne, szemcsés, mérete 10-13 x 7,5-8,5 µm.

### Hasonló fajok
A mérgező hagymatönkű pókhálósgomba hasonlíthat hozzá.  

## Elterjedése és termőhelye
Eurázsiában és Észak-Amerikában honos. Magyarországon ritka.
Savanyú talajú lomb- és fenyőerdőkben él. Szeptembertől októberig terem. 

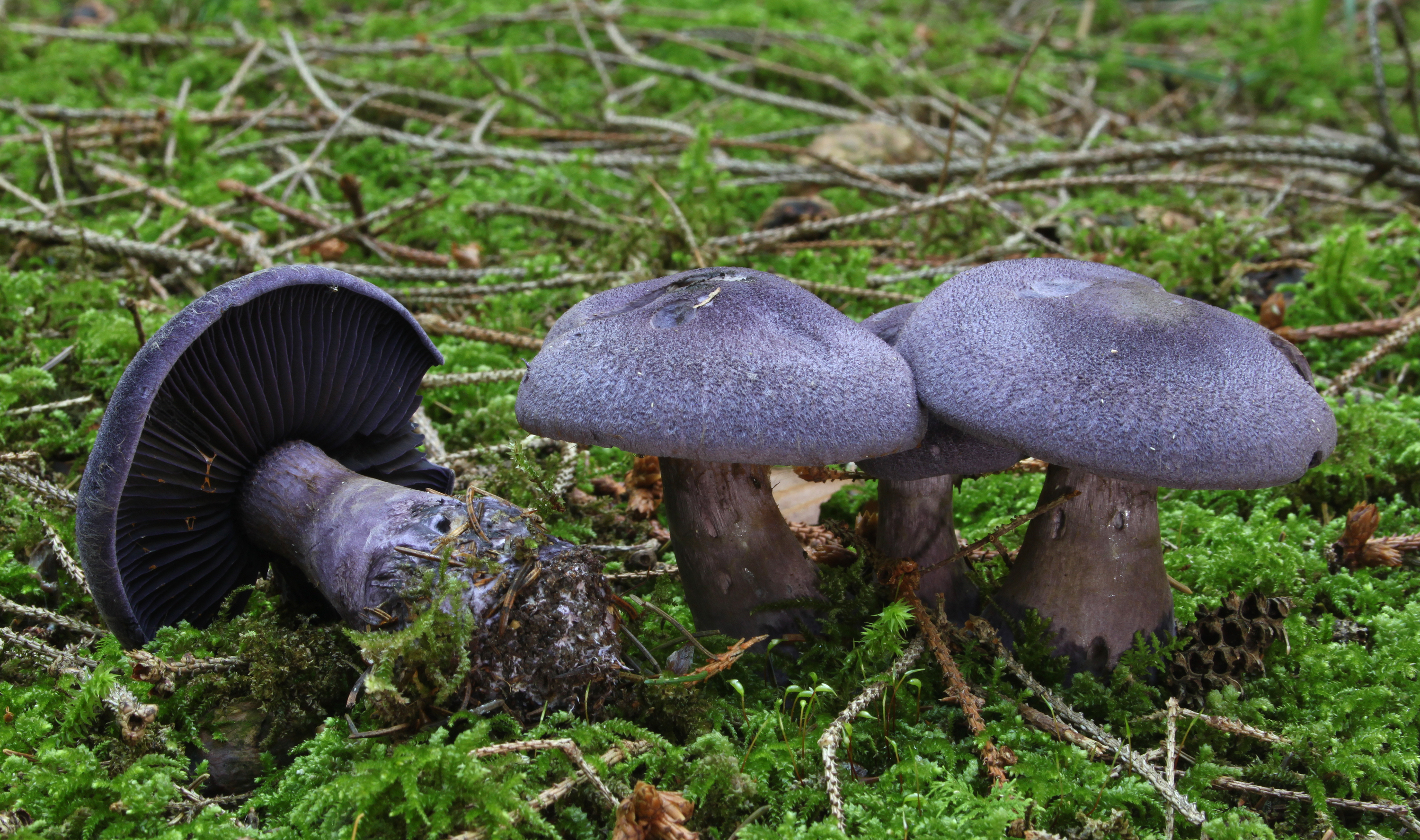
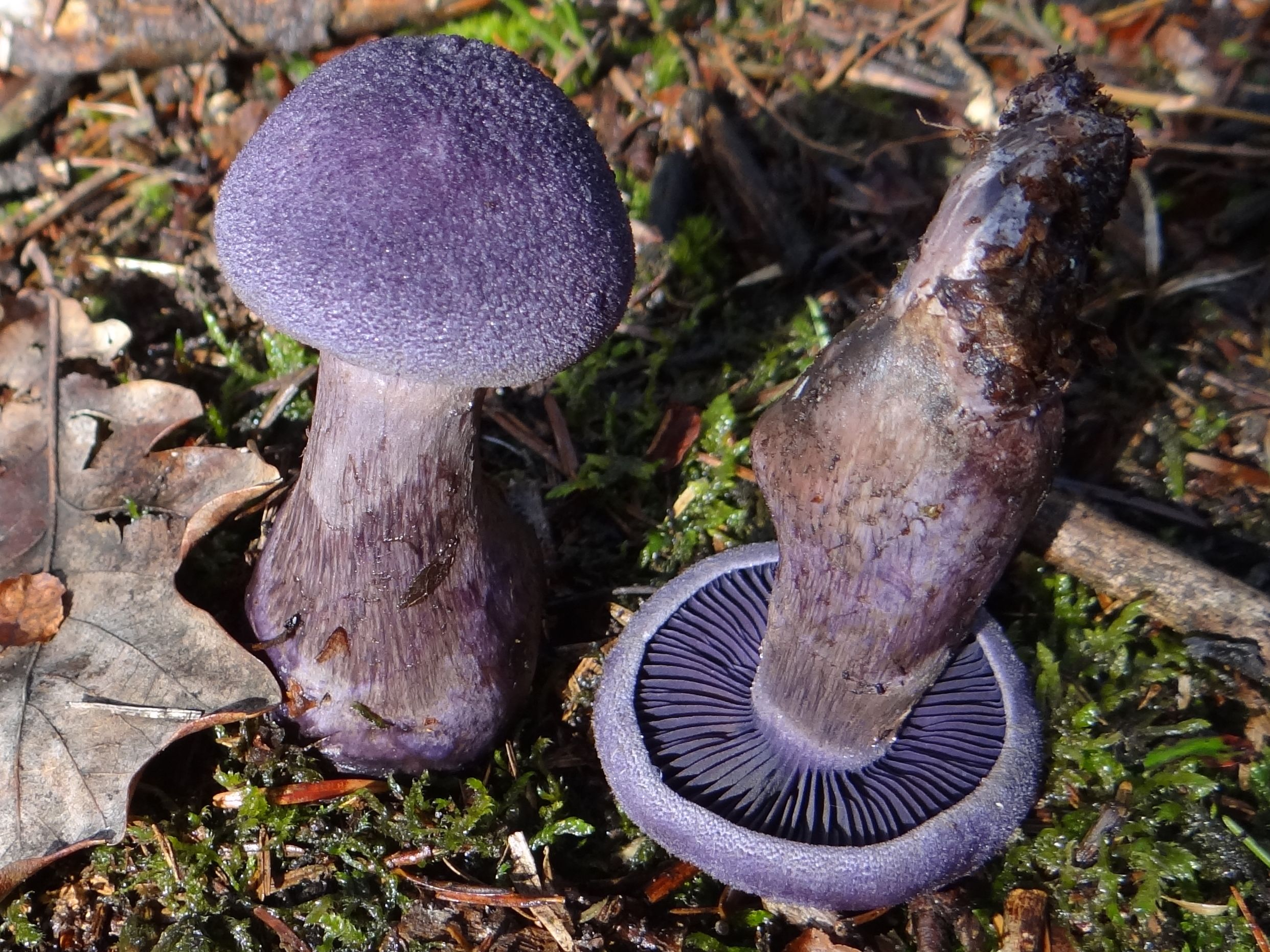
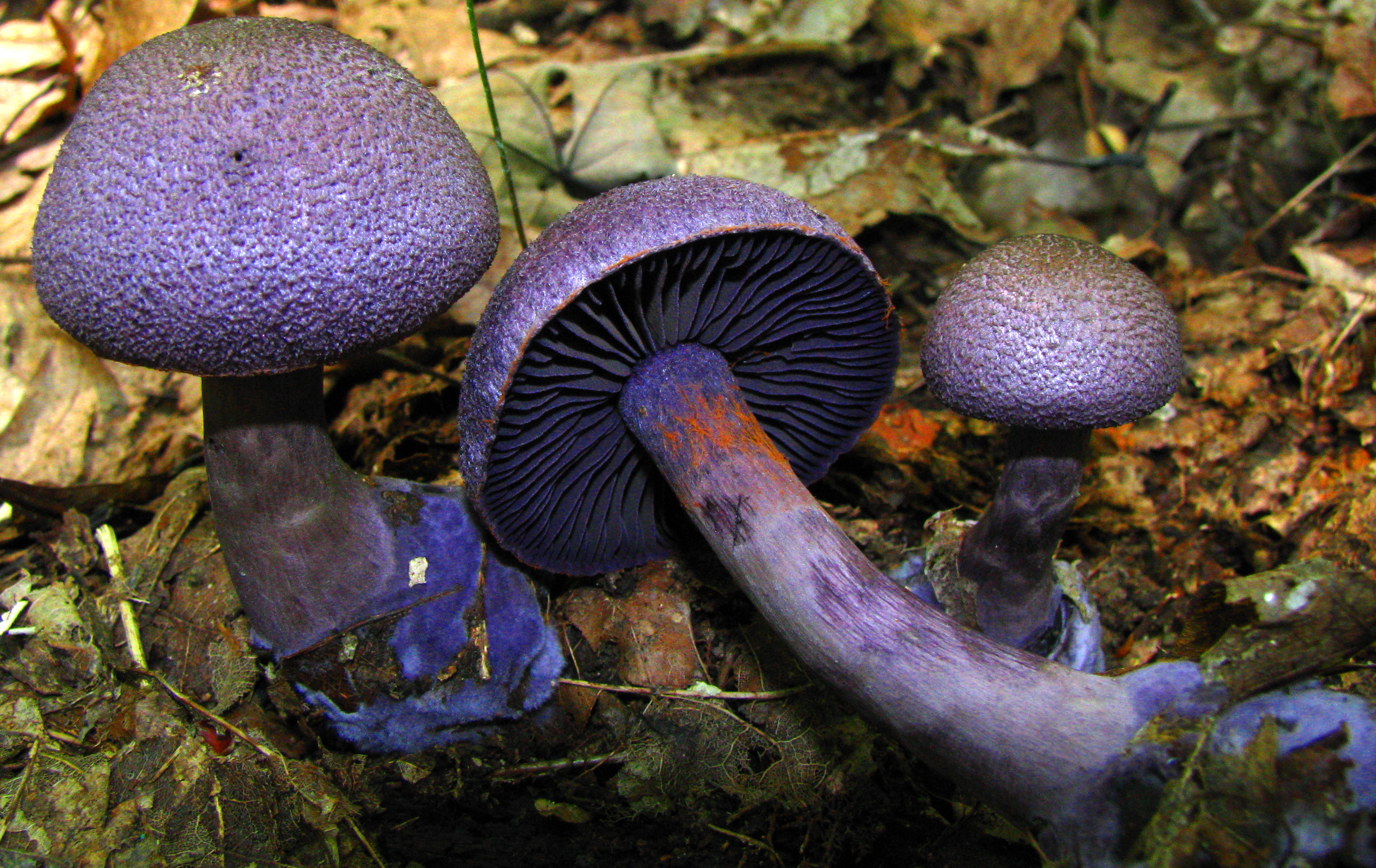
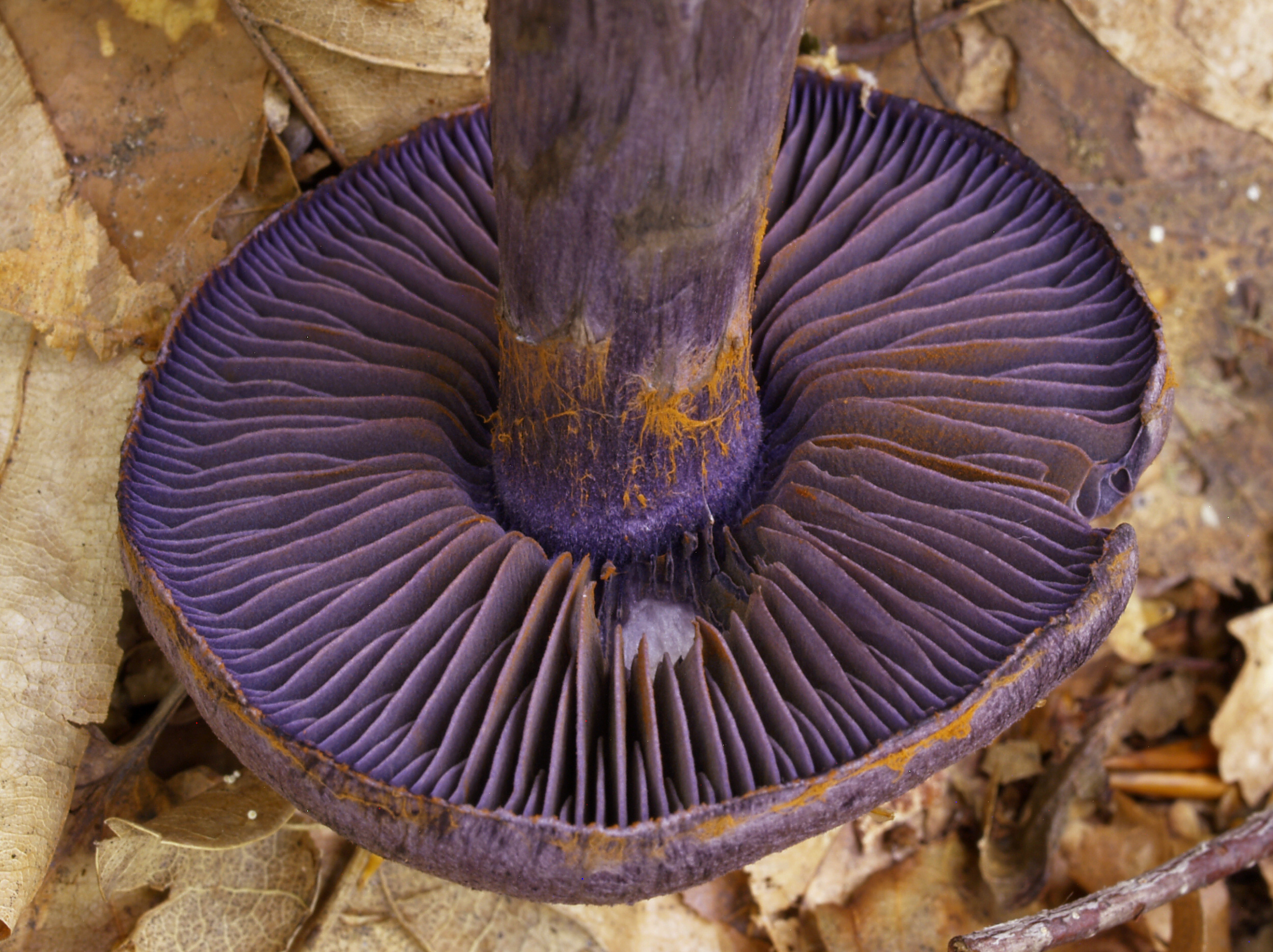
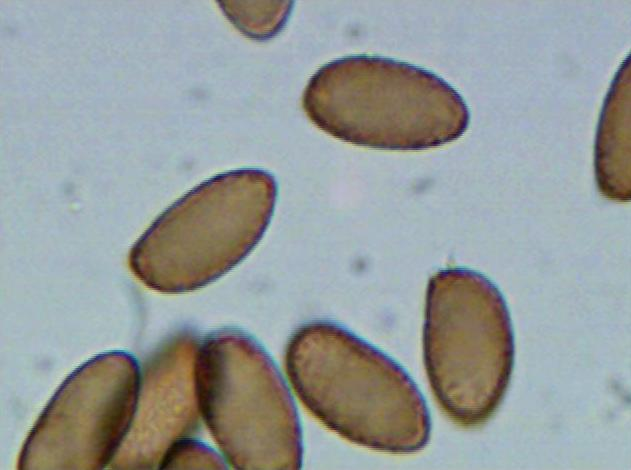

Ehető. 